# Werner Wohnbau
Die Werner Wohnbau GmbH & Co. KG  ist ein Immobilienunternehmen, das auf die Erstellung von schlüsselfertigen Doppel- und Reihenhausanlagen sowie Mehrfamilienhäusern in der Erstellung von Senioren- und Pflegeimmobilien spezialisiert ist. Das Unternehmen errichtet jährlich rund 400 Eigenheime und entwickelt deutschlandweit Bauprojekte. Der Unternehmenshauptsitz befindet sich in Niedereschach. Weitere Bürostandorte befinden sich in Hamburg, Frankfurt am Main, Nürnberg, Leipzig, Walldorf und Essen.

## Geschichte im Überblick
Werner Wohnbau wurde 1993 gegründet. Zunächst versuchte sich das Unternehmen mit der Sanierung von Denkmal- und Bestandsimmobilien. Dazwischen erstellte es auch Einfamilien- und Doppelhäuser. Seit 2001 ist die Firma im heutigen Hauptgeschäftsfeld „Doppel- und Reihenhausanlagen“ tätig. 2013 wurden die Geschäftsfelder um den Geschosswohnungsbau erweitert.